# Daniel Michaelis
Daniel Michaelis, auch Daniel Michael (* 8. November 1621 in Güstrow; † 22. Dezember 1652 in Rostock) war ein deutscher evangelischer Theologe und Hochschullehrer.

## Leben
Daniel Michaelis, geboren 1621, war der Sohn des namensgleichen späteren Superintendenten des Güstrower Kirchenkreises, Daniel Michaelis (1591–1644). Wegen der Pest kam er 1638 nach Wismar. Dort besuchte er die Große Stadtschule. Im Mai 1640 ging er an die Universität Rostock. Er wechselte 1642 an die Universität Königsberg, an der er den Grad eines Magister artium erwarb. In Königsberg wollte er eigentlich die Dozentenlaufbahn einschlagen, jedoch zeigten sich Anzeichen der Schwindsucht, weshalb er auf Bitte seines Vaters nach Rostock zurückkehrte.
Michaelis habilitierte sich zum Wintersemester 1645/1646 in Rostock und wurde Privatdozent. Nach einer Studienreise durch Dänemark und die Niederlande kehrte er erneut nach Rostock zurück. Dort erhielt er mit Befehl vom 25. Juli 1649 die herzogliche Professur der Theologie, die zuvor Thomas Lindemann der Jüngere (1609–1654) bis 1638 innehatte und die Michaelis bereits 1644 versprochen wurde. Am 14. Mai 1650 wurde er zum Dr. theol. promoviert und am 15. Juli desselben Jahres in die Theologische Fakultät aufgenommen. Ebenso in diesem Jahr heiratete er die Rostocker Senatorenwitwe Agnes Geismer, geb. Eggebrecht (1602–1664), eine Tochter des Wismarer Bürgermeisters Daniel Eggebrecht († 1628).